# Diana Scultori Ghisi

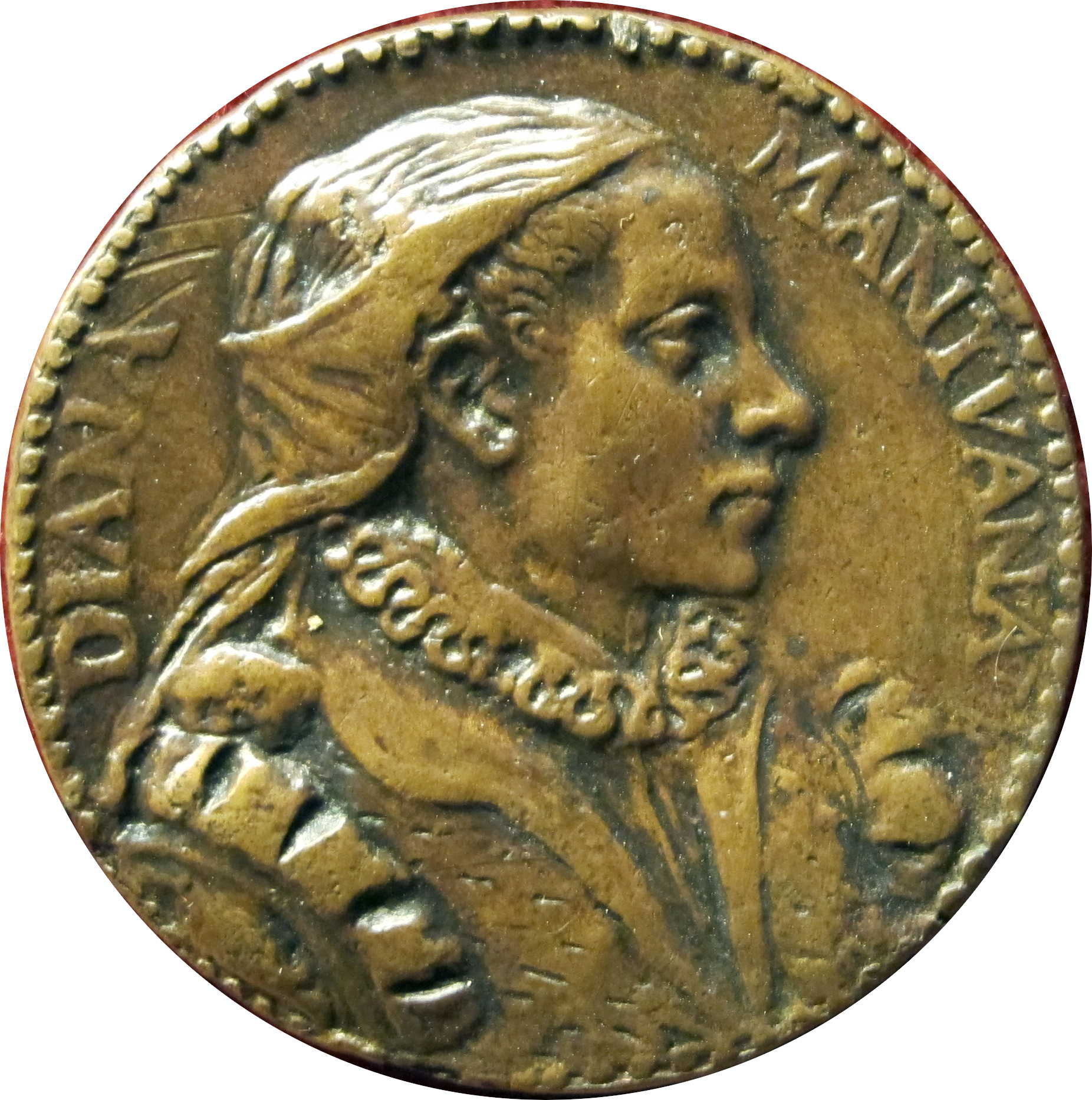
Diana Scultori Ghisi

Diana Scultori Ghisi (Mantova, 1547 – Roma, 5 aprile 1612) è stata un'artista italiana manierista, attiva tra la fine del XVI secolo e gli inizi del XVII secolo..

## Famiglia
Diana Scultori (o Diana Mantovana o Diana Mantuana), nata nel 1547, era una delle tre figlie di Giovan Battista Mantovano (incisore alla corte dei Gonzaga di Mantova), che le diede lezioni di pittura e incisione. Non solo era conosciuta per le sue bellissime stampe, ma è stato registrata anche come la prima donna a vendere i propri lavori con il proprio nome; anche suo fratello Adamo era incisore.
Il suo nome di famiglia è spesso erroneamente dato in vecchie fonti come "Ghisi". A causa della stretta associazione della sua famiglia con l'incisore mantovano Giorgio Ghisi, il pittore Teodoro Chigi era ritenuto erroneamente suo fratello; anche di Giorgio Ghisi, che a volte aveva utilizzato il nome "Mantovano", si disse che fosse suo fratello.
Diana è nota per aver cambiato più volte la firma in momenti diversi della sua vita. Nella maggior parte delle sue opere ha firmato sotto il nome di Diana o Diana Mantuana Mantovana. Non è noto alcun lavoro firmato con il nome di Scultori.
È stato detto che era molto affascinante e molto alta. Al di fuori dei propri affari si è sempre presa cura della sua famiglia; sua madre vedova e la sorella nubile si trasferirono con lei e suo marito.

## Biografia

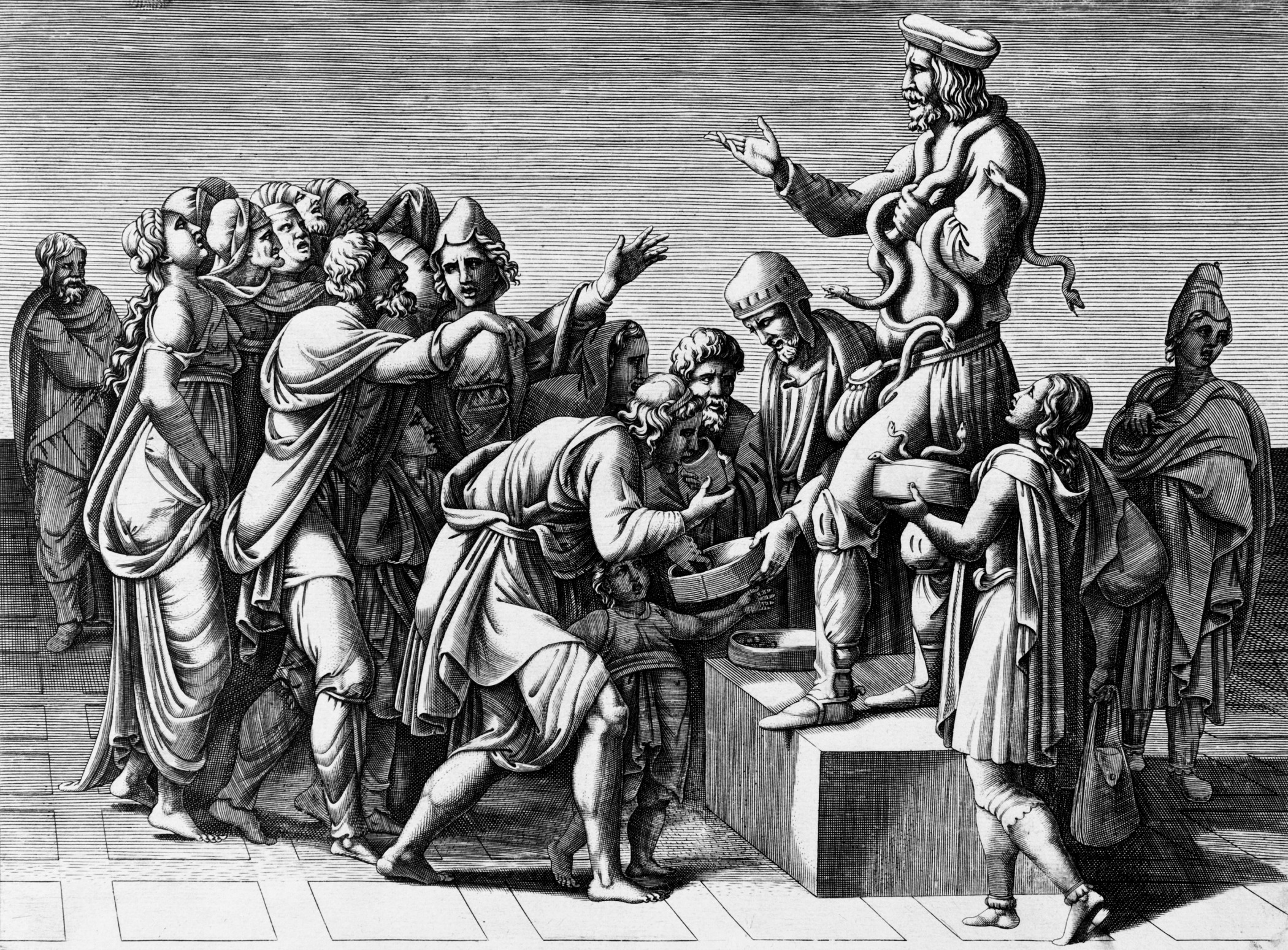
Incisione di Diana Scultori, Los Angeles County Museum of Art

Nel 1575 sposò Francesco Capriani (noto anche come Francesco da Volterra), architetto affermato in Roma, dove la coppia si trasferì per le grandi opportunità che offriva . A Roma Diana inoltre acquisì una reputazione come una tenace donna d'affari. 
Nel 1576 mostrò alla corte papale alcune tavole incise chiedendo e ottenendo il permesso di vendere il suo lavoro con il proprio nome (Diana Mantuana o Diana Mantovana). Aiutò anche il marito nella sua carriera di architetto ottenendo sempre da lui grandi commesse.
Diana è nota per avere avuto una buona reputazione, per la sua competenza ed esperienza. 
Durante il 1500 gli artisti hanno avuto la loro libertà limitata a causa di rigide regole imposte dalla chiesa. Se la Chiesa considera il lavoro come un dissidente, l'artista potrebbe essere esposto alla scomunica, multe o addirittura il sequestro della sua proprietà.
Tutte le immagini e i testi furono controllati ed elencati per proteggere la proprietà creativa di origine ed erano soggetti al controllo pubblico critico.
Soggetta a queste regole, Diana si è guadagnata la fama di artista di talento e coinvolgente. Altri artisti popolari come Lavinia Fontana si sono ispirati dalle sue incisioni. Diana prese il lavoro di altri artisti come modello, ma l'ispirazione - per la maggior parte dei disegni per le sue stampe - è venuta o da suo marito o da un familiare.
Diana è stata una delle poche artiste che Vasari citò nell'edizione di Vite nel 1568.
Si è constatato che Diana ha prodotto 62 opere durante la sua vita e ha adottato con successo diversi stili per tutta la vita.
Una delle sue incisioni più famose è una voluta ionica elegantemente decorata con una serie di foglie d'acanto e fiori. Le sue opere si distinguono da quelli del suo tempo e si differenziano dalla maggior parte altre opere popolari del tempo.
La sua ultima opera, intitolata tomba presso Nogari fu stampata nel 1588. Dopo la morte di Francesco da Volterra, Diana si risposò con Giulio Pelosi, un altro architetto.
Rimase a Roma fino alla sua morte, il 5 aprile 1612.